# Aristocrat Ranchettes
Aristocrat Ranchettes es un lugar designado por el censo ubicado en el condado de Weld en el estado estadounidense de Colorado. En el Censo de 2010 tenía una población de 1.344 habitantes y una densidad poblacional de 278,39 personas por km².

## Geografía
Aristocrat Ranchettes se encuentra ubicado en las coordenadas 40°6′35″N 104°45′18″O / 40.10972, -104.75500. Según la Oficina del Censo de los Estados Unidos, Aristocrat Ranchettes tiene una superficie total de 4.83 km², de la cual 4.83 km² corresponden a tierra firme y (0%) 0 km² es agua.

## Demografía
Según el censo de 2010, había 1.344 personas residiendo en Aristocrat Ranchettes. La densidad de población era de 278,39 hab./km². De los 1.344 habitantes, Aristocrat Ranchettes estaba compuesto por el 79.39% blancos, el 0.6% eran afroamericanos, el 0.45% eran amerindios, el 0.15% eran asiáticos, el 0% eran isleños del Pacífico, el 16.07% eran de otras razas y el 3.35% pertenecían a dos o más razas. Del total de la población el 46.21% eran hispanos o latinos de cualquier raza.